# Esquí de fons paralímpic

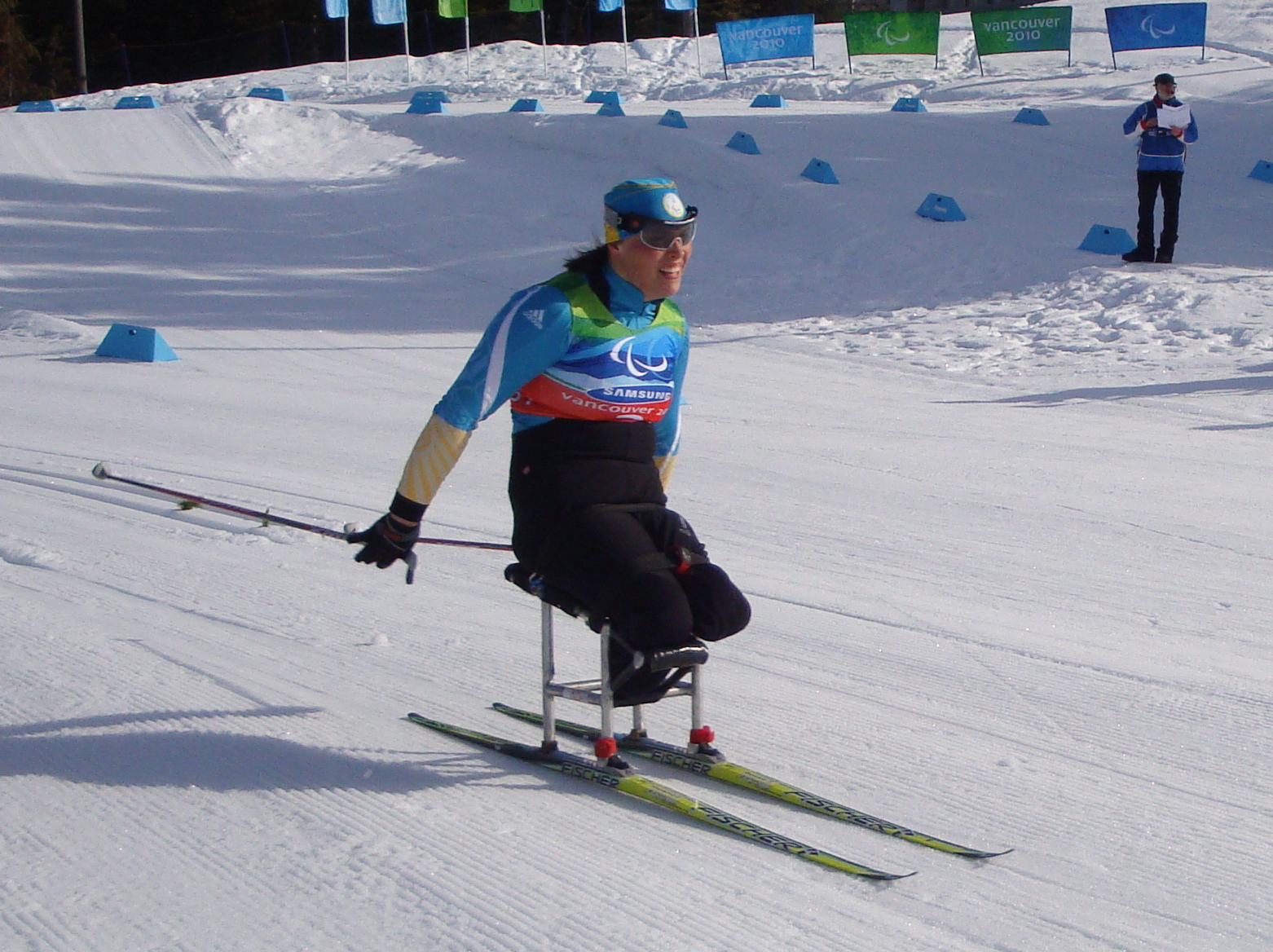
Olena Iurkovska d'Ucraïna que competeix damunt un trineu d'esquí de fons als Jocs d'Hivern Paralímpics de 2010.

L'esquí de fons paralímpic és una adaptació de l'esquí de fons per a atletes amb discapacitats. L'esquí de fons paralímpic és una de les dues disciplines d'esquí nòrdic als Jocs Paralímpics d'hivern; l'altre és el biatló paralímpic. La competició és organitzada pel Comitè Paralímpic Internacional (IPC).

## Classificació d'esquiadors i esdeveniments
L'esquí de fons paralímpic inclou diverses modalitats, prova asseguda (per a usuaris de cadira de rodes) i prova per discapacitats visuals sota les regles del Comité Paralímpic Internacional. Aquests estan dividides en diverses categories, per persones que falten alguna extremitat, amb amputacions, cecs, o amb qualsevol altra incapacitat física per continuar el seu esport. Les classificacions són per:
- Esquiadors drets amb discapacitat a un braç, discapacitat de cama o en ambdós braços i discapacitat en una cama.
- Esquiadors asseguts, amb discapacitat a la cama cama, però amb graus variables de control del tors.
- Esquiadors amb discapacitat visual que inclouen ceguera, baixa agudesa visual, i camp de visió limitat.

Els esquiadors que ho fan drets, utilitzen les dues tècniques bàsiques dins l'esquí de fons: l'estil clàssic, on els esquís es mouen en paral·lel a través de les traces a la neu, i l'estil lliure o estil patinador, on els esquiadors es propulsen d'una manera similar al patinatge de velocitat, empenyent fora amb la vora dels seus esquís sobre superfícies fermes. Els que ho fan asseguts als trineus amb esquís, van per pistes d'estil clàssic, propulsant-se amb els bastons. Els esquiadors tant en categoria d'homes com de dones, ho fan sobre distàncies curta, mitja i llarga distància, que varien de 2.5 quilòmetres a 20 quilòmetres segons el tipus d'esdeveniment. Els esquiadors que competeixen drets ho fan sobre diferents distàncies esprint (1,200 m), mitjà (10 km, homes i 5 km, dones) i llarg (20 km, homes i 15 km, dones). Els que ho fan asseguts competeixen en proves amb longituds més curtes, esprint (800 m), mitjanes (10 km, homes i 5 km, dones) i llarg (15 km, homes i 12 km, dones).
Les proves del Comitè Paralímpic Internacional utilitzen un dels tres formats disponibles: contrarellotge individual, eixides grupals, i proves de relleus.
Les curses de relleus poden tenir competidors amb una combinació de discapacitats, cadascun dels quals se li assigna un handicap d'acord amb el "Sistema de Percentatge Nòrdic". El percentatge s'aplica al temps final de cada esquiador i l'esquiador amb el temps calculat més baix és el guanyador.

## Equipament
Els esquiadors que ho fan asseguts competeixen amb un trineu amb un seies a sobre amb suspensió sobre el parell d'esquís que van sobre la pista; la cadira té uns cinturons per assegurar l'esquiador. Els esquiadors que ho fan drets utilitzen uns esquís de fons de competició convencionals, els quals estan fabricats de fibra de vidre. Ambdues modalitats usen bastons, quan poden, per donar-se impuls.

## Història

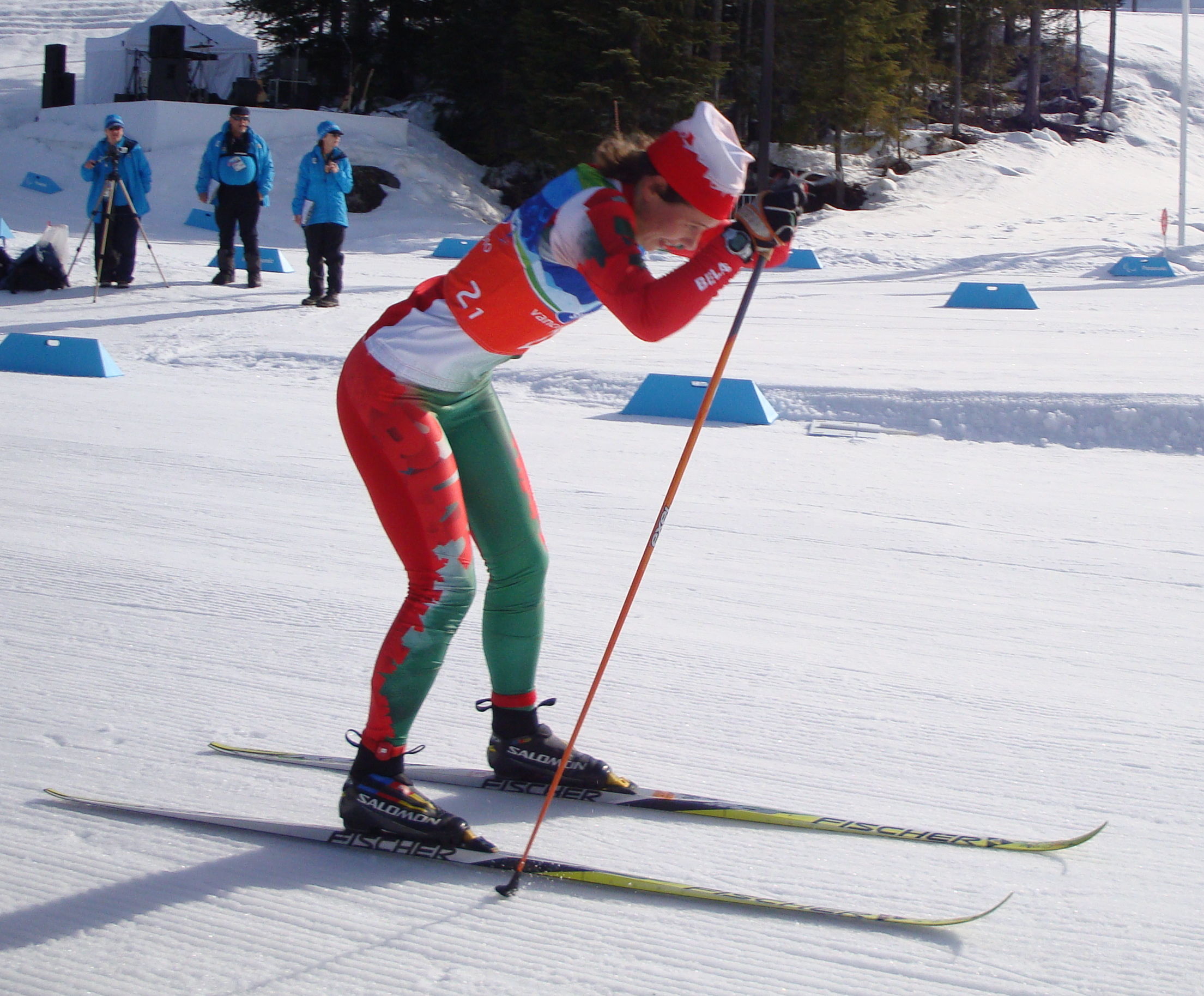
Larysa Varona de Belarús competint als Jocs d'Hivern Paralímpics de 2010

Segons l'IPC, l'esquí de fons paralímpic va ser introduït a la inauguració del Jocs Olímpics d'Hivern de 1976 a Örnsköldsvik, Suècia, inicialment utilitzant la tècnica clàssica. l'esquí patinant fou introduït als Jocs Paralímpcs d'Hivern d'Innsbruck de 1984 i esdevingué una cursa oficial el 1992 en Albertville, França. Als Jocs Paralímpics d'Hivern de Lillehammer de 1994, els esquiadors nòrdics van competir per primera vegada als mateixos Jocs Olímpics d'Hivern.

### Disciplines i distàncies
La història de les proves ha evolucionat per disciplinar i categoria. Destacar que el cicle de quatre anys va canviar després 1992 per emparellar-lo al patró dels Jocs Olímpics d'Hivern.
| Jocs | M/    | Distància | Distància | Distància | Distància         | Distància         | Distància     | Distància | Distància | Distància | Distància |
| ---- | ----- | --------- | --------- | --------- | ----------------- | ----------------- | ------------- | --------- | --------- | --------- | --------- |
| 1976 | Homes | 5 km      | 10 km     | 15 km     | 3x 5 km           | 3x 10 km          |               |           |           |           |           |
| 1976 | Dones | 5 km      | 10 km     | 3x 5 km   |                   |                   |               |           |           |           |           |
| 1980 | Homes | 5 km      | 10 km     | 20 km     | 4x 5 km           | 4x 10 km          |               |           |           |           |           |
| 1980 | Dones | 5 km      | 10 km     | 4x 5 km   |                   |                   |               |           |           |           |           |
| 1984 | Homes | 5 km      | 10 km     | 3x 2.5 km | 4x 5 km           | 4x 10 km          |               |           |           |           |           |
| 1984 | Dones | 2.5 km    | 5 km      | 10 km     | 3x 5 km           | 4x 5 km           |               |           |           |           |           |
| 1988 | Homes | 5 km      | 10 km     | 15 km     | 20 km             | 30 km             | 3x 2.5 km     | 4x 5 km   | 4x 10 km  |           |           |
| 1988 | Dones | 2.5 km    | 5 km      | 10 km     | 3x 5 km           |                   |               |           |           |           |           |
| 1992 | Homes | 5 km      | 10 km     | 20 km     | 30 km             | 3x 2.5 km         | 3x 5 km       | 4x 5 km   |           |           |           |
| 1992 | Dones | 2.5 km    | 5 km      | 10 km     |                   |                   |               |           |           |           |           |
| 1994 | Homes | 5 km (c)  | 15 km (f) | 20 km (c) | 4x 5 km           | Esquí assegut     | 5 km          | 10 km     | 15 km     | 3x 2.5 km |           |
| 1994 | Dones | 5 km (c)  | 5 km (f)  | 10 km (c) | 3x 2.5 km         | Esquí assegut     | 2.5 km        | 5 km      | 10 km     |           |           |
| 1998 | Homes | 5 km (c)  | 15 km (f) | 20 km (c) | 3x 2.5 km         | 4x 5 km           | Esquí assegut | 5 km      | 10 km     | 15 km     |           |
| 1998 | Dones | 5 km (c)  | 5 km (f)  | 15 km (c) | 3x 2.5 km         | Esquí assegut     | 2.5 km        | 5 km      | 10 km     |           |           |
| 2002 | Homes | 5 km (c)  | 10 km (f) | 20 km (f) | 1x2.5 + 2x 5 km   | 1x2.5 + 2x 5 km   | Esquí assegut | 5 km      | 10 km     | 15 km     |           |
| 2002 | Dones | 5 km (c)  | 10 km (f) | 15 km (f) | 3x 2.5 km         | 3x 2.5 km         | Esquí assegut | 2.5 km    | 5 km      | 10 km     |           |
| 2006 | Homes | 5 km      | 10 km     | 20 km     | 1x 3,75 + 2x 5 km | 1x 3,75 + 2x 5 km | Esquí assegut | 5 km      | 10 km     | 15 km     |           |
| 2006 | Dones | 5 km      | 10 km     | 15 km     | 3x 2.5 km         | 3x 2.5 km         | Esquí assegut | 2.5 km    | 5 km      | 10 km     |           |
| 2010 | Homes | 1 km (c)  | 10 km (c) | 20 km (f) | 1x 4 + 2x 5 km    | 1x 4 + 2x 5 km    | Esquí assegut | 1 km      | 10 km     | 15 km     |           |
| 2010 | Dones | 1 km (c)  | 5 km (c)  | 15 km (f) | 3x 2.5 km         | 3x 2.5 km         | Esquí assegut | 1 km      | 5 km      | 10 km     |           |

(c) = Estil clàssic, (f) = estil lliure (estil patinador)